# Klementyna Sanguszkowa
Klementyna Maria Teresa z Czartoryskich Sanguszkowa (ur. 30 września 1780 w Korzcu, zm. 2 marca 1852 w Gumniskach) – córka Józefa Klemensa Czartoryskiego i Doroty Barbary Jabłonowskiej (1760-1844).

## Życiorys
Ok. 1795 wyjechała z ojcem do Saksonii, gdzie 26 czerwca 1798 wyszła za mąż za Eustachego Erazma Sanguszko, z którym miała córkę Dorotę (1799-1821) oraz synów Romana (1800-1881) i Władysława Hieronima (1803-1870). W 1810 na stałe wróciła do kraju; kiedy mąż udał się na Wołyń bez porozumienia z rządem Księstwa Warszawskiego i został oskarżony o dezercję, podjęła korespondencję z władzami tłumacząc jego postępowanie, a następnie łagodziła skutki politycznej i towarzyskiej izolacji.
Od 1813 osiadła w Sławucie poświęcając czas urządzeniu rodowej rezydencji oraz założeniu biblioteki (jej podstawą stał się odziedziczony po ojcu księgozbiór), która niedługo przed śmiercią Klementyny liczyła 6 tysięcy tomów. Po nagłej śmierci córki Doroty wzniosła dla jej upamiętnienia kościół św. Doroty w Sławucie. Udało jej się zapobiec konfiskacie rodzinnego majątku jako sankcji za udział syna Romana w powstaniu listopadowym, prowadziła również starania o zwolnienie syna z zesłania wykorzystując w tym celu dawną znajomość z Karoliną Hohenzollern wówczas już cesarzową Aleksandrą. 
W latach 1832–1835 spisała pamiętnik opublikowany drukiem w 1927. W 1837 poważnie zachorowała; leczyła się wówczas u Karola Marcinkowskiego w Poznaniu. Po śmierci męża w 1844 zamieszkała w pałacu Sanguszków w Gumniskach, gdzie nadal prowadziła działalność charytatywną. Została pochowana na starym cmentarzu w Tarnowie w grobowcu rodzinnym.